# 지조바시역

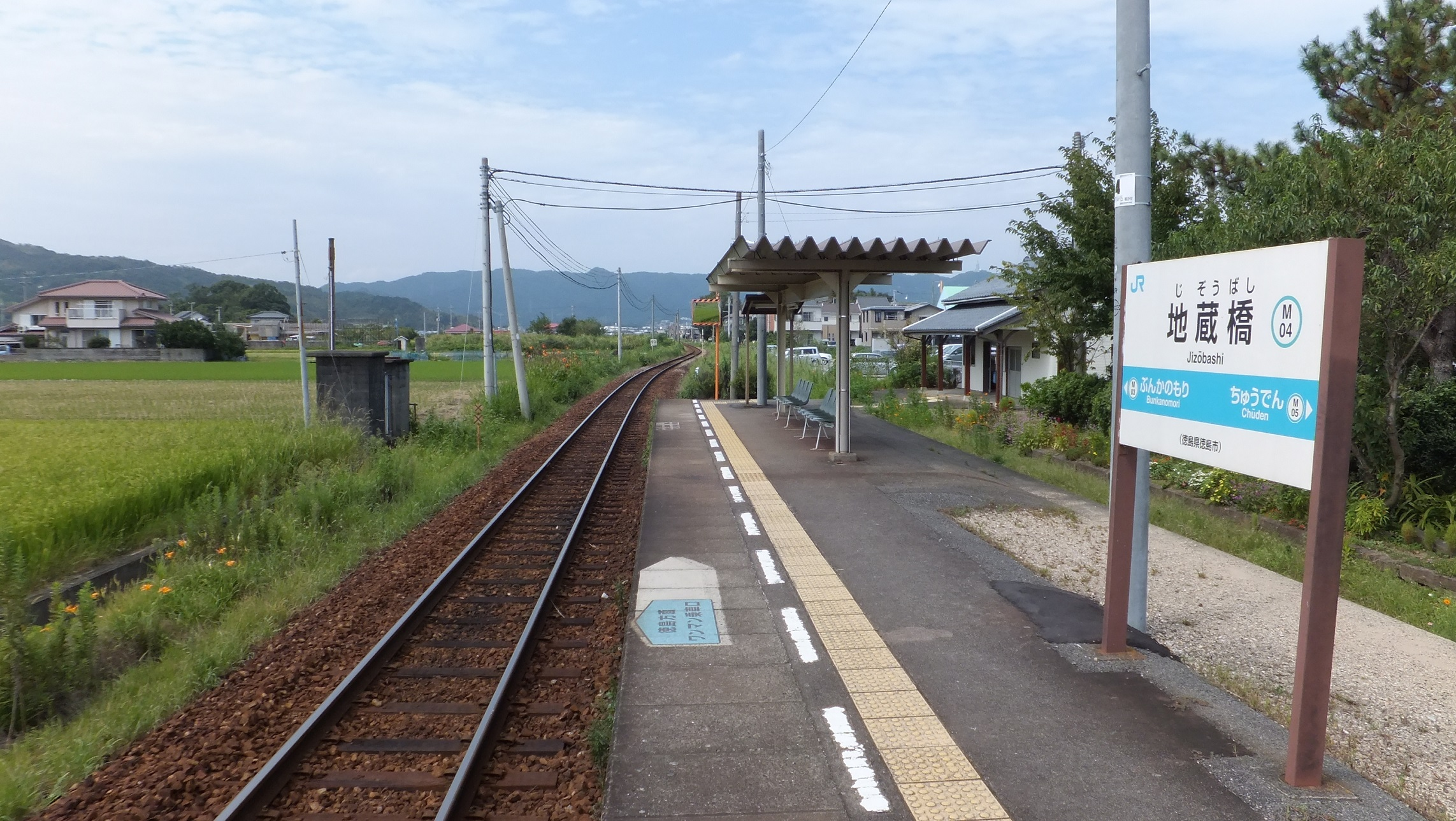

지조바시역(일본어: 地蔵橋駅)은 일본 도쿠시마현 도쿠시마시에 위치한 시코쿠 여객철도 무기 선의 철도역이다. 역 번호는 M04이며, 단선 승강장 1면 1선의 구조를 갖춘 지상역이다.

## 이용 현황
| 연도     | 하루 평균 | 연도     | 하루 평균 |
| 1995년도 | 415       | 2003년도 | 271       |
| 1996년도 | 398       | 2004년도 | 252       |
| 1997년도 | 374       | 2005년도 | 229       |
| 1998년도 | 351       | 2006년도 | 232       |
| 1999년도 | 323       | 2007년도 | 213       |
| 2000년도 | 299       | 2008년도 | 237       |
| 2001년도 | 282       | 2009년도 | 256       |
| 2002년도 | 273       | 2010년도 | 269       |
| -------- | --------- | -------- | --------- |

## 역 주변
- 벤텐 산

## 역사
- 1913년 4월 20일 : 아와국 공동기선의 역으로서 개업. 동시에 일본국유철도가 차용함. 역명은 역의 동쪽을 흘러가는 다타라 강에 놓인 다리의 이름이다.
- 1917년 9월 1일 : 아와국 공동기선이 매수 · 국유화.
- 1961년 4월 1일 : 고마쓰시마 선 도쿠시마 ~ 주덴 간의 분리에 의해 무기 선으로 소속 변경.
- 1987년 4월 1일 : 일본국유철도 분할 민영화에 의해, 시코쿠 여객철도가 승계.
- 2008년
  - 8월 1일 : 간이 위탁역 폐지. 무인역화.
  - 12월 중순 경 : 식권형 자동권 판매기 설치.
- 2014년 7월 27일 : 역사 내 구 사무실 터에, 지역주민 교류 센터 '지조바시 후레아이 스페이스'를 설치.

## 인접 역
| 시코쿠 여객철도 무기 선       | 시코쿠 여객철도 무기 선 | 시코쿠 여객철도 무기 선 |
| ----------------------------- | ----------------------- | ----------------------- |
| M 03 분카노모리 도쿠시마 방면 | 보통                    | 주덴 M 05 가이후 방면   |